# Кулябин, Тимофей Александрович
Тимофей Александрович Кулябин (род. 10 октября 1984, Ижевск) — российский театральный режиссёр.

## Биография
С 2002 по 2007 год учился в ГИТИСе на курсе Олега Кудряшова.
В 2006 году выпустил первый спектакль — трагифарс «На Невском проспекте» по собственной инсценировке «Петербургских повестей» Николая Гоголя в Омском академическом театре драмы.
С 2007 года — штатный режиссёр театра «Красный факел» в Новосибирске.
В 2009 году поставил оперу «Князь Игорь» в Новосибирском театре оперы и балета.
Также ставил спектакли в Ярославле, Риге, Санкт-Петербурге, Москве. Спектакль «Онегин» по роману Александра Пушкина получил специальный приз национальной театральной премии «Золотая маска».
В 2015 году назначен главным режиссёром театра «Красный факел». В том же году его постановка оперы «Тангейзер» в Новосибирском театре оперы и балета привела к разбирательству в суде по жалобе митрополита Тихона. Одновременно с этим в «Красном факеле» Кулябин поставил спектакль «Три сестры», полностью сыгранный на русском жестовом языке, который артисты разучивали перед этим два года.
В 2017 году состоялась первая постановка в Европейском театре Opernhaus Wuppertal с оперой «Риголетто».
Кулябин уехал из России в декабре 2021 года. В 2022 году уволился из театра «Красный факел» в знак протеста против вторжения России на Украину. После этого в Большом театре отменили показы его спектакля «Дон Паскуале». В конце 2022 года спектакли Кулябина были сняты с репертуара в «Красном факеле», а затем с поста директора театра был уволен отец Кулябина — Александр Кулябин.

## Режиссёрские работы
«Красный факел» (Новосибирск)
- 2007 — «Пиковая дама»
- 2008 — «Смертельный номер»
- 2008 — «Макбет»
- 2008 — «Весёлый Роджер»
- 2009 — «Маскарад»
- 2010 — «Без слов»
- 2012 — «Гедда Габлер»
- 2012 — «Онегин»
- 2013 — «KILL»
- 2015 — «Три сестры»
- 2016 — «Процесс»
- 2018 — «Дети солнца»
- 2021 — «Мой Красный факел»
- 2021 — «Дикая утка»

Другие театры
- 2006 — «На Невском Проспекте» (Омский академический театр драмы)
- 2007 — «Livejournal» (Рига, Русский театр драмы)
- 2009 — «Князь Игорь» (Новосибирск, Государственный академический театр оперы и балета)
- 2010 — «Кармен» (Ярославль, Театр драмы им. Волкова)
- 2012 — «Шинель. DRESS CODE» (Санкт-Петербург, Приют Комедианта)
- 2013 — «Электра» (Москва, Театр Наций)
- 2014 — «#СонетыШекспира» (Москва, Театр Наций)
- 2014 — «Тангейзер» (Новосибирск, Государственный академический театр оперы и балета)
- 2016 — «Дон Паскуале» (Москва, Большой театр)
- 2016 — «Иванов» (Москва, Театр Наций)
- 2017 — «Риголетто» (Вупперталь, Opernhaus Wuppertal)
- 2018 — «На холодном полюсе. Рассказы из ГУЛАГа» (Мюнхен, Residenztheater)
- 2019 — «Нора» (Цюрих, Schauspielhaus)
- 2019 — «Русалка» (Москва, Большой театр)
- 2020 — «Разбитый кувшин» (Москва, Театр наций)
- 2022 — «В одиночестве хлопковых полей» (Рига, Дайлес)
- 2022 — «Платонов» (Берлин, Deutsches Theater)
- 2022 — «Нора» (София, Национальный театр «Иван Вазов»)
- 2023 — «Макбет» (Германия, г. Франкфурт-на-Майне, драматический театр (Schauspiel Frankfurt)
- 2023 — «Страх и отчаяние в Третьей империи» (Эстония, г. Таллин Русский театр)
- 2024 — «Пиковая дама» П. И. Чайковский (Франция. г. Лион. Национальная опера)
- 2024 — «Ифигения в Авлиде» Еврипид (Греция. г. Эпидавр. Античный театр)
- 2024 — «Страх и отчаяние в Третьей империи» ( Германия.г Карлсруэ,Баденский театр )
- 2025 —  «Долгий день уходит в ночь» Юджин О’Нил, Национальный театр Раду Станка г.Сибиу (Румыния)
- 2025 — « Гедда Габлер" (Болгария, г.София, Национальный театр «Иван Вазов»)

## Награды и номинации

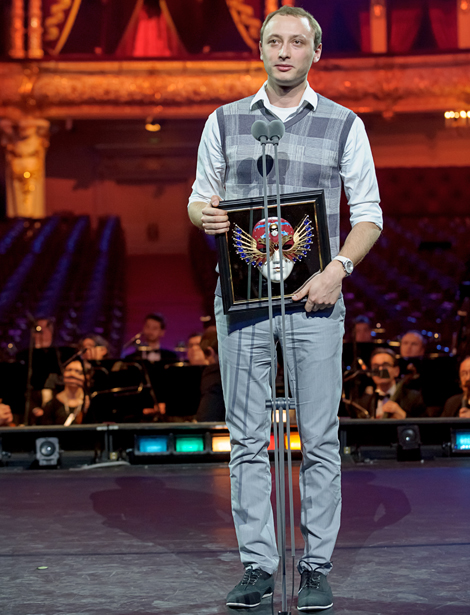
Тимофей Кулябин на церемонии «Золотая маска» 2014

- 2007 — Театральный фестиваль-конкурс «Парадиз» Новосибирского отделения Союза театральных деятелей России («Пиковая дама» по Александру Пушкину, Премия за лучший режиссёрский дебют).
- 2007 — Всероссийскийм фестиваль «Волжские театральные сезоны» («Пиковая дама» по Александру Пушкину, лучшая режиссёрская работа).
- 2008 — Региональный театральный фестиваль «Сибирский транзит», Барнаул («Смертельный номер» по Олегу Антонову, Диплом за создание спектакля).
- 2009 — Региональный фестиваль «Парадиз», Новосибирск («Макбет» по пьесе У. Шекспира, Диплом за постановочное решение спектакля).
- 2010 — Номинации на премию «Золотая маска» — «Лучший спектакль в драме, большая форма», «Лучшая работа режиссёра» («Макбет» по пьесе У. Шекспира).
- 2010 — Номинация на премию «Золотая маска» — «Лучший спектакль в опере» («Князь Игорь» А. Бородин по русской эпической поэме XII века «Слово о полку Игореве»)
- 2010 — «Человек года» в области культуры и искусства — за активную профессиональную деятельность и творческий вклад в развитие театрального искусства города Новосибирск.
- 2014 — Номинации на премию «Золотая маска» — «Лучший спектакль в драме, большая форма», «Лучшая работа режиссёра» («Онегин» по роману А. Пушкина).
- 2014 — «Золотая маска». Специальная премия жюри драматического театра и театра кукол — «За современное прочтение классики» («Онегин» по роману А. Пушкина).
- 2014 — Гран-при фестиваля «Новосибирский транзит» (KILL по мотивам пьесы Ф. Шиллера «Коварство и любовь»).
- 2014 — Премия Национальной газеты «Музыкальное обозрение»[11] (Рихард Вагнер. «Тангейзер»).
- 2015 — Независимая премия зрительских симпатий «Звезда театрала» (Рихард Вагнер. «Тангейзер»).
- 2015 — Ассоциация театральных критиков. Спектакль года[12]. (А. Чехов. «Три сестры»).
- 2017 — «Золотая маска». Специальная премия жюри драматического театра и театра кукол «Актёрский ансамбль» в спектакле «Три сестры».
- 2020 — Номинации на премию «Золотая маска» — «Лучшая работа режиссёра в драме, спектакль малой формы» («Дети солнца»).
- 2022 — Номинации на премию «Золотая маска» — спектакль «Дикая утка»  номинирован в 5 номинациях
- 2024 — Международная премия музыкальных критиков журнала Opernwelt - «Спектакль года»  опера «Пиковая дама» П. И. Чайковский (Франция. г. Лион. Национальная опера)

## Цитаты
Я не думаю о типе театра, о его модели. Честно говоря, споров и без меня хватает. Вода льется, а изменений никаких нет, сплошная демагогия. Гораздо интереснее смотреть на театр с эстетической точки зрения. Он стремительно меняется. И большой вопрос: что такое современный театр и каков он для меня лично. Театр может быть любым и необязательно, чтобы главным был артист. Главным может стать и зритель. В современном мире все настолько смешано, что границ нет. Нет их и в театре. Оказаться небанальным, выйти за пределы стандарта сложно. Театр всегда искал новую форму, новый язык.
Если я работаю для себя, а не для зрителей, то моя профессия лишается смысла. Спектакль в принципе рождается только тогда, когда выходит на публику. А понятие „высказывание“ я считаю отчасти спекулятивным. Им сегодня бросаются направо и налево. Вот сейчас мы тут дерьмом все измажем — это я высказался. Нет, ты сымитировал, это обман. По-настоящему высказаться очень сложно.
Я вообще не понимаю, какой должен быть сегодня спектакль, из чего его сделать. Поэтому я цепляюсь за эти вещи — жанр, традиция. Надо от чего-то отталкиваться. В сегодняшнем мире непонятно, что хорошо, что плохо, что кончилось, что началось, он разорван абсолютно.
По моему убеждению, профессия режиссера не относится к вольному творчеству. Краски режиссера — люди. А работа с людьми предполагает высокую степень ответственности. И чем шире возможности, тем больше ответственность.

## Медиа
- Макбет. Промо на YouTube
- Маскарад. Промо на YouTube
- Без слов. Промо на YouTube
- Шинель. Dress code. Промо на YouTube
- Онегин. Промо на YouTube
- Электра. Промо на YouTube
- KILL. Промо на YouTube
- KILL. Акция «Et oculus Dei» на YouTube
- #сонетышекспира. Промо на YouTube
- Тангейзер. Промо на YouTube
- Программа «На сцене»: Тимофей Кулябин — режиссёр театра «Красный факел» на YouTube
- Три сестры. Промо на YouTube
- Дон Паскуале. О премьере на YouTube